# James Shepherd
John James Shepherd (Bicknor, 2 giugno 1884 – Aston, 9 luglio 1954) è stato un tiratore di fune britannico.

## Biografia
Ha partecipato ai giochi olimpici di Londra del 1908, dove ha vinto, con la squadra della City of London Police, la medaglia d'oro nel tiro alla fune, vincendo la finale con la squadra britannica della Liverpool Police.
Nell'edizione di Stoccolma del 1912 ha conquistato una medaglia d'argento nel tiro alla fune ed ha nuovamente vinto la medaglia d'oro nel tiro alla fune ai giochi di Anversa del 1920.

## Palmarès
In carriera ha conseguito i seguenti risultati:
- Giochi olimpici

Londra 1908: oro nel tiro alla fune.
Stoccolma 1912: argento nel tiro alla fune.
Anversa 1920: oro nel tiro alla fune.